# Барнабі Річ
Барнабі Річ (англ. Barnabe Rich) (бл. 1540 — 10 листопада 1617) — англійський письменник і військовий, далекий родич лорда-канцлера Річарда Річа. Автор збірника новел «Farewell To Millitarie Profession» (1581), до якої він включив «Аполон і Сцилла» (англ. Apolonius and Silla) — прозаїчна казка, що слугувала сюжетом до написання Вільямом Шекспіром його драматичної комедії «Дванадцята ніч, або Як вам завгодно». Однак сюжет «Аполлона і Сцилли» базується на оповіді Маттео Банделло про Нікуолу та Латтантіо.